# Йона Геронди
Йона Геронди (1200, Жирона — 1263, Толедо) — испанский раввин, галахист и моралист.

## Биография
Родился в Жироне у равви Авраама. Учился у тосафистов Франции сначала у братьев Моше и Шмуэля сыновей Шнеура в Эвре (Evreux), затем в южной Франции в Монпелье (Montpelier) у р. Шломо бен Авраама. Под влиянием последнего стал во главе противников Рамбама, однако после массового сожжения книг Рамбама в 1232 изменил своё мнение и начал выступать в его поддержку. После возвращения из Франции поселился в Жероне, затем возглавил иешиву в Барселоне, куда стекались ученики со всей Испании, впоследствии ставшие крупными раввинами, в том числе Шломо бен Адерет (Рашба). Решив отправиться в Эрец-Исраэль р. Йона остановился в Толедо. Не в силах противостоять местной общине с просьбами занять место раввина и главы местной иешивы, р. Йона принял предложение и остался в Толедо до конца жизни.

## Книги
- Комментарии к Талмуду на книгу Ицхака Альфаси
- Книги по этике: Шаарей Тшува, Игерет Тшува, Сефер ха-Иръа